# Skarga obywatelska
Skarga obywatelska (łac. actio popularis) – środek prawny (skarga, powództwo, oskarżenie itp.), który ze względu na ważny interes publiczny dostępny jest każdemu obywatelowi mającemu zdolność procesową, chociażby nie był osobą bezpośrednio zainteresowaną sprawą. Łacińskie określenie skargi pochodzi z prawa rzymskiego, chociaż taką instytucję znano także w starożytnej Grecji pod nazwą grafé.
Obecność skarg obywatelskich jest charakterystyczna dla systemów prawnych, w których brak jest oskarżycieli publicznych bądź ich znaczenie jest ograniczone oraz gdzie zasadę nemo iudex sine actore (sąd działa wyłącznie na wniosek, a nie z urzędu) doprowadzono do skrajności. Występowały one przeważnie w państwach o ustroju pochodzącym ze społeczeństwa rodowego, gdzie sprawy karne dzielono na prywatne i publiczne. Actio popularis zaczęła zanikać wraz z pojawieniem się publicznych organów uprawnionych do wnoszenia i popierania oskarżeń w interesie publicznym przed sądami. Skarga ustąpiła wówczas miejsca aktowi oskarżenia.

## Graféw prawie ateńskim
Skarga obywatelska (gr. grafé dosł. „pismo”), w przeciwieństwie do skargi prywatnej (díke), służyła wszczynaniu postępowania karnego w sprawach przestępstw bezpośrednio zagrażających interesom państwa. Grafé była skierowana wyłącznie na ukaranie sprawcy – oskarżyciel w zasadzie nie otrzymywał z majątku skazanego żadnego odszkodowania czy zadośćuczynienia. Wyjątkiem były tu przestępstwa skarbowe, przy których osoba występująca z grafé otrzymywała część skonfiskowanego mienia.
Występujący ze skargą miał obowiązek popierać ją do końca postępowania. Nie mógł odstąpić od oskarżenia, jak to miało miejsce w wypadku skarg prywatnych. Wiązało się to również z odpowiedzialnością karną oskarżycieli w wypadku stwierdzenia świadomego fałszywego oskarżenia. Jeżeli nie było żadnych podstaw do wniesienia grafé, ale fałszywe oskarżenie nie było świadome, wówczas skarżący podlegał jedynie karze grzywny i pozbawienia prawa do wnoszenia skarg obywatelskich. Oskarżyciel był wolny jeżeli przynajmniej 1/5 składu orzekającego uznała, że miał on podstawy do wniesienia skargi.
Niekiedy Zgromadzenie Ludowe (Eklezja) powoływało spośród obywateli oskarżyciela, który podejmował sprawy z urzędu. Z czasem, w miarę wzrostu anarchii w Atenach, doprowadziło to do wykształcenia się zawodowych denuncjatorów, zwanych sykofantami.

## Actio popularisw prawie rzymskim
W starożytnym Rzymie, podobnie jak w Atenach, sprawy karne dzielono na prywatne (delicta privata) i publiczne (crimina publica). Delikty były ścigane na drodze procesu cywilnego wszczynanego powództwem osoby bezpośrednio zainteresowanej. Przestępstwami publicznymi były czyny bezpośrednio godzące w podstawy ustroju, lub naruszające w znacznym stopniu interesy klasy panującej, choćby były skierowane bezpośrednio przeciwko poszczególnym osobom. Sprawy o te przestępstwa rozpoznawały sądy karne na skutek wniesienia actio popularis. Z czasem, szczególnie po reformach Sulli (82–80 r. p.n.e.), krąg przestępstw publicznych ulegał rozszerzeniu kosztem deliktów.
Uprawnionym do wniesienia actio popularis był każdy obywatel rzymski, który ukończył 30 lat i nie był infamisem. Uprawnienie to nie przysługiwało kobietom. Podobnie jak w Atenach oskarżyciel miał obowiązek, po wniesieniu actio, popierania oskarżenia do końca. W związku z tym ponosił odpowiedzialność za zaniechanie oskarżenia (tergiversatio) oraz za oskarżenie świadomie fałszywe (calumnia).
Wraz z przejściem spraw karnych pod jurysdykcję cesarskich sądów urzędniczych oraz ukształtowaniem się procesu inkwizycyjnego w późnym cesarstwie, skarga obywatelska zaczęła spełniać rolę doniesienia o popełnieniu przestępstwa.
Poza powództwami w sprawach o przestępstwa, skargami obywatelskimi były również niektóre powództwa cywilne, w których np. osoby bezpośrednio zainteresowane miały ograniczoną możliwość dochodzenia roszczeń.

## Skarga obywatelska w prawie międzynarodowym
Skargę w interesie ogółu wnosić można do Komitetu Praw Człowieka.

## Skarga obywatelska w prawie angielskim
Skarga obywatelska w angielskim (i walijskim) procesie karnym jest reliktem prawa wczesnofeudalnego. Jej występowanie wynika z nieprzyjęcia na grunt prawa angielskiego modelu procesu inkwizycyjnego oraz braku aż do końca XIX w. urzędu specjalizującego się w ściganiu przestępstw.
Obok skargi obywatelskiej występuje skarga sądowa i publiczna. Uprawnioną do wnoszenia skargi sądowej do Izby Lordów (jako organu sądowego) jest Izba Gmin. Ponadto skargę sądową do innych sądów może składać sąd koronera oraz wielka ława przysięgłych (grand jury) na podstawie własnych wiadomości (presentment).
Skarga publiczna to oskarżenie wnoszone przez policję lub inne specjalne organy ścigania. Skarga publiczna wywodzi się ze skargi obywatelskiej i teoretycznie nadal nią pozostaje. Odpowiednikiem prokuratury w Anglii i Walii jest Królewska Służba Oskarżycielska (Crown Prosecution Service) utworzona w 1986 r. Może ona przejąć do własnej kompetencji każde oskarżenie, także prywatne. Koszty procesu wszczętego skargą publiczną, mimo że wnoszonego w imieniu monarchy i w interesie publicznym, ponosi osoba występująca ze skargą. Może ona jednak liczyć na zwrot kosztów z funduszy publicznych.
Wnoszenie oskarżenia publicznego jest, zgodnie z obowiązującą w Wielkiej Brytanii zasadą oportunizmu, jedynie prawem, a nie obowiązkiem właściwych organów publicznych. Uzasadnia to konieczność pozostawienia skargi obywatelskiej w angielskim systemie prawa karnego formalnego.

## Elementy skargi obywatelskiej w prawie polskim
W polskim postępowaniu cywilnym elementy skargi obywatelskiej występowały w postępowaniu o uznanie postanowień wzorca umowy za niedozwolone.
Zgodnie z dyspozycją art. 47938 § 1 Kodeksu postępowania cywilnego (uchylony z dniem 17 kwietnia 2016 r.) powództwo o uznanie postanowień wzorca umowy za niedozwolone mógł wytoczyć każdy, kto według oferty pozwanego mógłby zawrzeć z nim umowę zawierającą postanowienie, którego uznania za niedozwolone żąda pozwem. Ponadto powództwo mogła wytoczyć także organizacja pozarządowa, do której zadań statutowych należała ochrona interesów konsumentów. W spawach tych zatem powód mógł mieć jedynie formalną legitymację procesową. Nie dochodził on bezpośrednio swoich praw, ani nie musiał mieć w wytoczeniu powództwa interesu prawnego. Krąg podmiotów uprawnionych do wytoczenia powództwa był ograniczony jedynie poprzez kryterium możliwości zawarcia umowy.
Po wejściu w życie ustawy z 5 sierpnia 2015 r. o zmianie ustawy o ochronie konkurencji i konsumentów oraz niektórych innych ustaw (Dz.U. z 2015 r. poz. 1634) podejrzenie stosowania przez przedsiębiorcę klauzul niedozwolonych we wzorcu umownym każda osoba może zgłosić wyłącznie Prezesowi Urzędu Ochrony Konkurencji i Konsumentów. Po uznaniu zasadności skargi decyzję w sprawie uznania klauzuli za niedozwoloną wydaje Prezes UOKiK, wpisując dane postanowienie do prowadzonego przez siebie rejestru klauzul niedozwolonych.